# Virgen de la Aurora de Lorca
Nuestra Señora de la Aurora, es una imagen de la Virgen de advocación mariana, titular de la Hermandad de Nuestra Señora de la Aurora de Lorca, que se venera en la Iglesia de San Patricio en Lorca (Murcia). La Hermandad celebra sus cultos principales en el mes del Rosario, debido a que su festividad litúrgica se celebra el 7 de octubre, día de la Virgen del Rosario. Su Procesión tiene lugar en la tarde del primer sábado de octubre.
La imagen, obra de los hermanos Juan y Sebastián Martínez Cava, fue galardonada con el Premio Nacional de Escultura “La Hornacina” en su XIV edición a la mejor imagen del año 2019.

## Historia
Entre las diversas Cuadrillas de Auroros ubicadas en el sureste español desde siglos pasados, hay constancia de las ubicadas en el Municipio de Lorca, las cuales, además de los rituales musicales festivo-religiosos que aún perduran en la actualidad, también veneraban la imagen de la Virgen del Rosario de la Aurora, de 1779, obra del genial imaginero murciano Francisco Salzillo, que se encontraba en la Capilla del Rosario, y que se perdió durante los conflictos que se dieron en la ciudad durante la Guerra civil española.
Tras la finalización de la Guerra Civil Española, los grupos de Auroros en Lorca retomaron la tradición de cantar al alba, y lo realizaron durante algunos años, pero debido a diversos motivos dio lugar a la progresiva desaparición de esta tradición en la ciudad. 
En los primeros compases del siglo XXI, un grupo de jóvenes lorquinos restaura esta tradición del canto de la Aurora en la ciudad, creando la actual Cuadrilla de Auroros de Lorca,  recuperando así los cantos de la secular tradición de la aurora lorquina en el año 2003. Años después, nace en el seno de esta cuadrilla, la Hermandad de la Aurora de Lorca, con la intención de devolverle a la “Ciudad del Sol” un capítulo de tradiciones religiosas muy destacadas en otros tiempos y que se habían desvanecido con la pérdida de la anterior imagen en los disturbios de la Guerra Civil. En 2017 se realiza el encargo a dos jóvenes imagineros murcianos Juan y Sebastián Martínez Cava, de una nueva imagen para la incipiente Hermandad. Estos escultores presentaron, el 1 de junio de 2019, la nueva imagen, que representaba también la primera gran obra en madera de su carrera profesional. 
La nueva imagen de Nuestra Señora de la Aurora es un grupo escultórico de nueva talla, creado siguiendo como idea original los datos de la imagen de Francisco Salzillo, pero dando plena libertad a los autores para, aun manteniendo el mismo corte iconográfico, crear una imagen distinta, otorgándole así el estilo propio que caracteriza a los Hermanos Cava.

## Imagen
Nuestra Señora de la Aurora es un grupo escultórico de 1'80 de altura, tallado en madera de cedro. Representa la advocación mariana del Rosario de la Aurora, representación iconográfica muy común en la Diócesis de Cartagena y en toda la zona levantina española. Se trata de una visión gloriosa de María con su Hijo sobre el globo terráqueo, en el que el amanecer brota del mismo cuerpo de la Virgen, quien se encuentra medio arrodillada sobre un cúmulo de nubes tratadas con especial delicadeza cromática, rodeada por cuatro angelotes y tres querubines. Todos se encuentran absortos en distintas contemplaciones del etéreo momento y sólo el Niño Jesús dirige su mirada a los fieles mostrándoles el Santísimo Rosario. Aparece en el conjunto el "ángel auroro", que ayuda a María a sostener el lábaro y su rosario y que además porta una campana auténtica como homenaje a la cuadrilla de Auroros, al ser uno de sus instrumentos más característicos.
Todo el grupo escultórico está policromado con un gran colorido y luminosidad, haciendo así referencia al significado de esta advocación. Destaca notablemente el trabajo de estofa con oro fino de los paños, algo tan propio de la imaginería barroca murciana, para la cual los artistas se han inspirado en el bellísimo e histórico espolín de la "Casa Garín" de Valencia, denominado "San Felipe". A la característica lumínica antes mencionada contribuyen también las claras carnaciones de todos los personajes así como los ojos de cristal, fabricados por los escultores tal y como se hacía en el siglo XVIII.
La bendición de la imagen tuvo lugar en el Monasterio de las Madres Clarisas de Santa Ana y Santa María Magdalena de Lorca, el 1 de junio de 2019.
El sábado 5 de Octubre del mismo año, como culminación a los actos de celebración de las primeras fiestas de la Aurora, realiza su primera salida en procesión, recoriendo diversas calles de la ciudad, y finalizando en la que se convertiría en su sede definitiva, la Iglesia de San Patricio.

## La Hermandad
La Hermandad de Nuestra Señora de la Aurora de Lorca es una hermandad religiosa con sede canónica en la Iglesia de San Patricio, ubicada en la ciudad de Lorca (España). Realiza su salida procesional durante el mes del Rosario, en la tarde del primer sábado de octubre. 
En el año 2014, un grupo de lorquinos, encabezados por miembros de la Cuadrilla de Auroros, gracias a las investigaciones que se realizaron para el restablecimiento de la Cuadrilla, se reúnen con la intención de recuperar la antigua Hermandad, a través de la cual poder restituir el culto a la Virgen de la Aurora en la ciudad. Tras más de dos años de estudios e investigaciones sobre la antigua imagen, los cultos y tradiciones, el 23 de diciembre de 2016 se aprueban los primeros Estatutos de la Hermandad de Nuestra señora de La Aurora. En la actualidad cuenta con cerca de 200 hermanos y hermanas, y es la encargada del cuidado y protección de la imagen, su capilla y ajuar, así como de organizar los cultos y los actos litúrgicos y festivos.

## Cultos y tradiciones
Durante los días previos al primer sábado de octubre, se celebra el Solemne Quinario a Nuestra Señora de la Aurora. Esta celebración tiene una duración de 5 días, en la que la Hermandad realizan eucaristías, y diversos actos litúrgicos y festivos, que se inician con un pregón el martes anterior, y que culminan dicho sábado con una procesión por las calles de la ciudad, en la que la Imagen de la Virgen sale a la calle, precedida tanto por miembros de la Hermandad y de la Cuadrilla de Auroros de Lorca, como por miembros de otras Cuadrillas de Auroros de diversas partes de la geografía española, así como miembros de Asociaciones y Cofradías de la ciudad y miembros de la Corporación Municipal. La noche anterior a la procesión se brinda una serenata a la Virgen en la que participan la propia Cuadrilla de Auroros de Lorca y otros troveros invitados. 

## Premios

### XIV Premio Nacional de Escultura “La Hornacina”
Con un 32,3% de los votos, la escultura de Nuestra Señora de la Aurora, fue la ganadora del XIV Premio Nacional de Escultura “La Hornacina”, realizado en el año 2019 por la web especializada “lahornacina.com”, en la que se impuso a obras como Jesús Coronado de espinas, de la escultora gaditana Ana Rey, con un 19,6% de los votos, o Cristo de Burgos, del escultor cordobés Juan Bautista Jiménez, con un 12,3% entre otras.